# Nonylfenoletoxylat
Nonylfenoletoxylat (NPE) är en kemisk lösning som har använts över 50 år i bl.a. industrin som surfaktant och som tvättmedel. Det är en alkylfenoletoxylat.
När NPE bryts ner bildas bl.a. nonylfenol (NP), som har visat sig likna östrogen (xenoöstrogen) och därför kan skapa hormonrubbningar (hormonstörande ämne), men det är också en toxin på flera andra sätt, samt svårnedbrytbart. Som toxin kan det också verka genom att göra organismer som utsätts för täckta av tvålartade lager som gör det svårt för dem att röra sig. Det kan också göra organismer mindre intelligenta och få dem att förlora medvetandet.
NPE och dess nedbrytningsprodukter kan nå floder och vattentäkter, och då påverka det marina livet samt dem som i övrigt lever av detta vatten (t.ex. använder det som dricksvatten). Hanfiskar som utsatts för kemikalien har utvecklat tvåkönhet, och för övrigt har fiskars överlevnad minskat till följd av bl.a. leverskador, sämre fertilitet och metabola störningar.
Nonylfenoletoxilat bryts ned i miljön och då bildas nonylfenol som nedbrytningsprodukt. Det bryts ned långsamt och kan ansamlas i miljön. Det kan orsaka skadliga långtidseffekter i vattenmiljön och misstänks ge nedsatt fortplantningsförmåga. 
NPE är förbjudet i bl.a. EU, men inte i hela världen.